# Neuromorphing
Das Neuromorphing ist eine Methode, um die Funktionsweise von Neuronen nachzubilden. Hierbei werden spezielle elektronische Schaltkreise – basierend auf Neuristoren – entwickelt, da die Nachbildung eines Neurons in Hardware prinzipbedingt schneller arbeitet als die Emulation eines Neurons mittels Software. Dazu verwendet man einen VLSI-Entwurf, um die Neuronen mit Hilfe der CMOS-Technik nachzubilden.
Das Ziel des Neuromorphing ist die Simulation und Nachbildung von Sinnesorganen (insbes. die des Menschen) wie dem Innenohr, der Netzhaut des Auges und sogar Teilen des Gehirns. Langfristig soll dies Implantaten ermöglichen, die entsprechenden Organe bzw. Organteile bestmöglich zu ersetzen. Ein weiteres Ziel ist die Erforschung von Anwendungen, die auch die bestehende Computertechnik um neue Lösungen – etwa bei der Muster- und Objekt-Erkennung – ergänzen soll.

## Gebiete
Beim Neuromorphing unterscheidet man zwischen der Neuroinformatik, welche sich mit den mathematischen Modellen befasst, sowie dem Neuromorphic Engineering, welches sich mit der Simulation der Implementation in Hardware befasst.
Die Hardwareimplementierungen umfassen je nach Größenordnung:
- Neuristor
- Neuromorpher Schaltkreis
- Neuromorpher Chip
- Neuromorpher Prozessor
- Neuromorpher Computer